# اگوفو
اگوفو (به لاتین: Agufo) شهرکی در غنا است که در استان غربی واقع شده‌است.

## خصوصیات
اگوفو ۱ متر بالاتر از سطح دریا واقع شده‌است.